# Porlieria chilensis
Porlieria chilensis là một loài thực vật có hoa trong họ Zygophyllaceae. Loài này được I.M. Johnst. miêu tả khoa học đầu tiên năm 1938.